# São Domingos do Sul
São Domingos do Sul este un oraș în Rio Grande do Sul (RS), Brazilia.